# Exam (filme)
Exam (Exame, em português) é um filme britânico lançado em 2009. A produção se enquadrada dentro do gênero thriller psicológico. O filme foi escrito por Simon Garrity e Stuart Hazeldine, e dirigido por Stuart Hazeldine.

## Sinopse
Os candidatos para um cargo importante numa das maiores empresas do mundo se encontram uma sala para a realização de um exame final. O teste é simples, mas ao mesmo tempo confuso. Tensão começa a surgir enquanto os candidatos tentam descobrir o que fazer.